# میرفتاح تبریزی
میرفتاح مجتهد تبریزی، از عالمان ایرانی اهل تبریز در نیمه اول قرن سیزدهم هجری و هم عصر فتحعلی شاه قاجار بود. وی با طرفداری از سپاه روسیه و کمک به تسلیم شهرهای اصلی آذربایجان آخرین امیدهای پیروزی را از ایرانیان گرفت و در مقابل آن توسط روسها به سمت ریاست علمای مسلمان قفقاز منصوب شد.

## فعالیت سیاسی
میرفتاح هم‌آوا با سید محمد مجاهد یکی از صادرکنندگان فتوای جهاد علیه «کفار روس» بود که به ازسرگیری سری دوم جنگ‌های ایران و روسیه انجامید.

## خیانت
با اینکه میر فتاح علیه روس فتوای جهاد صادر کرد، با این حال هنگامی که پانزده روز پس از صدور حکم جهاد و آغاز جنگ از طرف مجتهدین نجف و ایران، لشکر روسیه تزاری به فرماندهی ژنرال پاسکویچ وارد تبریز شد، میرفتاح به همراه جمع بزرگی از مردم شهر به پیشباز لشکر اشغالگر شتافت. وی حتی برای یاری رساندن بیشتر به روس‌ها، مردم را بر ضد عباس میرزا شوراند؛ کار تا جایی پیش رفت که مقلدینش حتی کاخ عباس میرزا را غارت کردند و انبارهای آذوقه، اسلحه‌خانه‌ها و زرادخانه‌ها (به ویژه کارخانه توپ‌ریزی) را دست‌نخورده تحویل سپاهیان روسیهٔ تزاری دادند.

## پاداش
به میرفتاح به پاس خدماتش شهروندی روسیه اعطا شد که باعث شد پس از قرارداد ترکمانچای از انتقام مصون بماند، سپس او را به گرجستان منتقل کردند.
در سال ۱۸۲۸ م، پس از پیروزی روسیه در جنگ دوم روسیه و ایران (۱۸۲۶–۱۸۲۸) و واگذاری سرزمین‌های نهایی ایران در منطقه بزرگ قفقاز، ایوان پاسکویچ، فرماندار کل وقت در مناطق تازه فتح شده نامه ای به روسیه نوشت و به سن پترزبورگ پیشنهاد کرد که میر فتاح، به ریاست علمای مسلمان قفقاز برگزیده شود. روسیه قبلاً در سال ۱۷۹۴ مجمعی را در کریمه ایجاد کرده بود تا دولت را با اتباع مسلمان خود پیوند دهد و رفتار آنها تغییر کند. پاسکویچ امیدوار بود که با کمک میرفتاخ بتواند سهم ارزشمندی در تحکیم قدرت روسیه در قفقاز داشته باشد. میرفتاح شیعه بود و اکثریت مسلمانان قفقاز سنی بودند و دولت روسیه متوجه شد که فقط شخصیت‌های مذهبی از قفقاز می‌توانند نفوذ قابل توجهی در منطقه داشته باشند.
با این وجود، میر فتاح به ریاست این مجلس روحانی در سراسر قفقاز منصوب شد و ساکن تفلیس در گرجستان شد و تا دهسال نیز بر اساس نظریات خود بر دولت اثر داشت. او با ساکت نگه داشتن جمعیت شیعه در قیام مریدی ۱۸۲۹ در قفقاز شمالی، ارزش خود را برای روسها ثابت کرد، حتی بسیاری را متقاعد کرد که در میان صفوف روسیه بجنگند.

## بازگشت به ایران
هنگامی که پاسکویچ برای مبارزه با شورش لهستان در سال ۱۸۳۱ به ورشو فرستاده شد، اوضاع تغییر کرد. جانشین او، ژنرال روزن معتقد بود که قیام‌های مریدی می‌توانند مقاومت قاطعانه ای را در برابر شیخ شموئیل انجام دهند.
به گفته روزن تنها دلیل نفوذ شخصیت‌هایی مانند شیخ شموئیل فساد حکومتهای خان‌های منصوب قاجار بودند که قرن‌ها به‌طور شبه مستقل بر این مناطق حکومت می‌کردند. او و دیگر اعضای دولت قفقاز آشکارا از سیاستی برای انحطاط و فرسایش اسلام در سال‌های آینده حمایت می‌کردند و هدف روسی‌سازی را دنبال می‌کردند.
این باعث شد روس‌ها تمایلی به داشتن یک رهبر قدرتمند مسلمان تحت حمایت خود نداشته باشند و قدرت و هژمونی میرفتاح از بین رفت و در سال ۱۸۴۱م به ایران بازگشت.

## ماجرای گاو مقدس مسجد صاحب‌الامر
این واقعه پنج سال بعد از مرگ ایشان (۱۲۶۰ ق) به نقل نادرمیرزا قاجار، در سال ۱۲۶۵ق رخ می‌دهد و ربطی به ایشان ندارد. بنا به نقل نادر میرزا قاجار، قصابی قصد ذبح گاوی را داشت. گاو از دست وی فرار کرده و به داخل مسجد می‌رود. قصاب که با طناب قصد بیرون آوردن گاو از مسجد را داشته به یکباره به زمین افتاده و جان می‌دهد. مردم آن گاو را در مسجد ساکن کردند و به قصد زیارت و تبرک از جاهای مختلف دور و نزدیک نزد آن می‌آمدند. سُم پای او را بوسه می‌زدند و فضولاتش را به تبرک می‌بردند. در آن مکان چراغ‌دان‌های زیادی قرار دادند و سفیر انگلیس نیز چلچراغی بلورین به آن‌جا فرستاد. شایع شد که گاو افرادی را شفا داده است. پس از حدود یک ماه گاو مرد و این غائله خوابید. این جریان را از حیله‌های سفیر انگلستان دانسته‌اند.

## باغ مجتهد
در حالی که مشاور ایوان پاسکویچ و رئیس مجمع مسلمانان قفقاز بود، در تفلیس، گرجستان زندگی می‌کرد. در آنجا باغ معروفی را در ساحل چپ رودخانه کورا به نام باغ مجتهد ایجاد کرد که ۱۱۰ هزار متر مربع وسعت داشت و هنوز به همین نام در تفلیس شناخته می‌شود.
گفته می‌شود این باغ را به عشق زن گرجی خود ساخته بود.

## درگذشت
میرفتاح در سال ۱۲۶۰ق در تبریز درگذشت. میر فتاح مجتهد تبریزی را نباید با میرزا فتاح مجتهد تبریزی از عالمان قرن ۱۴ و از شاگردان آخوند خراسانی اشتباه گرفت.

## تبریز در مه
در سریال تاریخی تبریز در مه شخصیت میر فتاح با بازی محسن صادقی نسب و به صورت یک یهودی نمایش داده شده‌است که نشانه‌ای از یهودیان به ظاهر مسلمان شده است که در سراسر ایران به نام اسلام موجب جنگ و خونریزی مردم ایران می شوند.